# Кашкин, Евгений Петрович
Евгений Петрович Кашкин (12 [23] января 1737 — 7 [18] октября 1796) — генерал-аншеф и губернатор из рода Кашкиных. Заметный администратор екатерининской эпохи: выборгский губернатор (1778—1780), генерал-губернатор пермский и тобольский (1781—1788), ярославский и вологодский (1788—1793), тульский и калужский (c 1793).

## Биография
Сын вице-адмирала Петра Гавриловича Кашкина, младший брат генерал-майора Аристарха Кашкина. Получил образование в Сухопутном шляхетском корпусе и с 17 лет был записан на службу сержантом.
В 1756 году в чине поручика был прикомандирован к командующему армией С. Ф. Апраксину в качестве переводчика. В это время в Европе разгорелась Семилетняя война (1756—1762 годы), в которую после заключения с Австрией антипрусского союза вступила и Россия. После смерти Апраксина поручика Кашкина приблизил к себе граф З. Г. Чернышёв. В 1761 году, после взятия крепости Швейдниц австрийско-русскими силами (корпусом Лаудон и отрядом Чернышёва), ему было присвоено звание премьер-майора и он был отправлен с донесением об этой победе к императрице Елизавете Петровне.
В 1763—1764 годах находился с частями русских войск на польской границе для охраны русских границ, в 1764 году небольшой отряд под его начальством действовал в Польше.
Во время поездки императрицы Екатерины II по Прибалтике, в ночь с 4 на 5 июля 1764 года поручик В. Я. Мирович пытался освободить Иоанна VI Антоновича (этот заговор окончился смертью узника). Граф Н. И. Панин отправил к императрице с донесением о происшествии и для личного доклада о принятых мерах Кашкина, тогда уже бывшего в чине подполковника. Императрица осталась довольна докладом и в письмах к Панину высказала уверенность, что никто лучше Кашкина не мог быть употреблён для расследования этого дела. В том же году Кашкин был произведён в полковники и получил командование Ярославским полком.
Принимал участие в первой турецкой войне, отличился храбростью, но при атаке мостового укрепления под Хотином в 1769 году был тяжело ранен и выбыл из армии для лечения. 1 января 1770 года императрийца назначила его премьер-майором в лейб-гвардии Семёновский полк с увольнением в отпуск до излечения. Через семь месяцев рана закрылась, и 16 августа того же года Кашкин был отправлен встречать ехавшего в Петербург принца Генриха прусского и состоял при нём во всё время пребывания его в России — до конца января 1771 года. В числе сопровождавших принца лиц он часто бывал во дворце, беседовал с императрийцей и заслужил полное её доверие.
С августа по ноябрь 1771 года Кашкин с отрядом войск был на польских границах. Тогда начался первый раздел территории Польши. Для установления новых рубежей на границу был отправлен корпус генерала А. И. Бибикова, в рядах которого находился Кашкин. Вооружённых столкновений не произошло, и 8 ноября 1771 года Кашкин был отозван в Петербург. В столицу он вернулся в январе 1772 году и дважды (23 и 29 января) обедал у императрицы. Вместе с ним на этих обедах присутствовал адмирал Чарльз Нольс, они совместно обсуждали планы ударов по Османской империи с Дуная. В распоряжение Кашкина были выданы 100 000 рублей, предназначенные на расходы по постройке флотилии. Нольс в своих донесениях отзывался о нём с большой похвалой, но местные проблемы не позволили им решить поставленную задачу, и летом 1772 года Кашкин возвратился в Петербург.
В 1775 году был произведён в генерал-поручики. В этот период он был довольно близок к великому князю Павлу, будущему императору. В 1772 году Кашкин получил гольштинский орден Святой Анны, эта награда была вручена ему без специального разрешения Екатерины по инициативе самого Павла. Поэтому далеко не случайно после смерти первой жены Павла Натальи Алексеевны он сопровождал его за невестой в Берлин. В жёны Павлу была выбрана наследная принцесса Вюртембергская, ставшая великой княгиней, а затем императрицей Марией Фёдоровной. Эта поездка состоялась в 1776 году. Великий князь первым вернулся из Берлина в Царское Село, а Кашкин сопровождал принцессу в дороге.

### Выборгский губернатор
В начале 1778 года Кашкин был назначен губернатором в Выборг, а 7 мая 1780 года последовало его назначение «правящим должность генерал-губернатора» в предполагаемых к открытию наместничествах — Пермском и Тобольском. Сообщая об этом назначении Кашкину частным письмом, граф З. Г. Чернышёв передал ему слова Екатерины II о том, что она «рада, что для отдалённого сего края нашла верховного правителя, о коего ревности, бескорыстии и способности она совершенно уверена». Кашкин должен был объехать край, который поручался его правлению, выбрать населённые пункты для учреждения их городами и представить императрице и Правительствующему сенату свои предложения о местных службах.
В руках Кашкина как генерал-губернатора сосредоточивалась громадная власть — он выступал главой местного надзора, администратором, располагавшим широкими полномочиями, распоряжения которого подлежали неукоснительному выполнению. Вместе с тем он нёс личную ответственность перед императрицей за общее состояние вверенной ему территории. Среди решаемых им вопросов существенную озабоченность вызывали создание новой системы управления, подготовка к открытию присутственных мест, обеспечение их кадрами, необходимыми средствами. Все эти проблемы стояли особенно перед Пермским наместничеством, поскольку предполагаемый губернский центр на месте посёлка Егошихинского (Ягошихинского) завода не имел той кадровой базы, которая была присуща ранее образованным городам.

### Генерал-губернатор пермский и тобольский

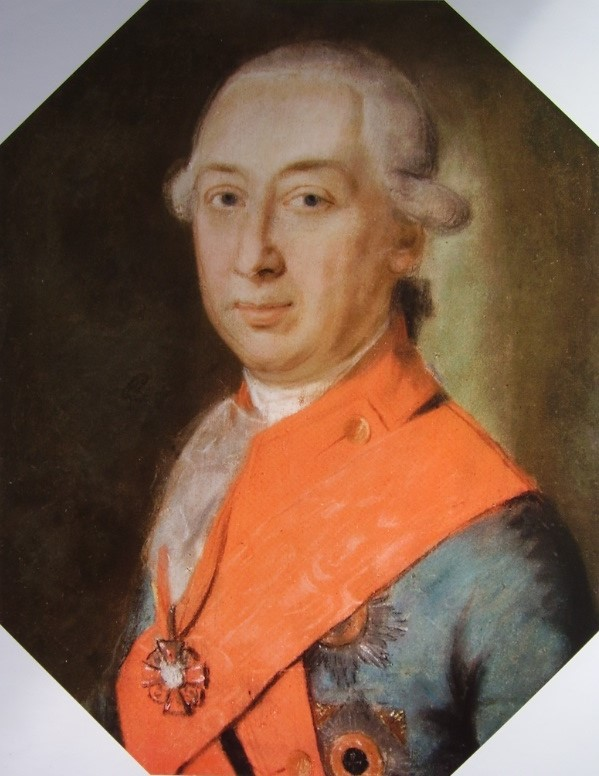
Портрет Е. П. Кашкина работы Иоганна Барду, 1780-е гг.

В мае 1780 года генерал-губернатор Кашкин, побывав сначала в Соликамске, приехал в Егошихинский завод и остановился в доме управляющего заводом. Всё лето 1780 года прошло в спешной постройке новых домов. На площади недалеко от Петропавловской церкви были построены большой двухэтажный дом для губернатора и гауптвахта для военного караула. Этой поездке Кашкина предшествовали события двухгодичной давности.
В 1778 году казанский губернатор князь П. С. Мещерский, исполняя поручение Екатерины II заняться распланировкой проектируемых губерний и поиском мест для губернских городов, исследовал Прикамье, в том числе и Пермскую провинцию. Мещерский с большой свитой посетил Соликамск, Чердынь, Кунгур, Обвинск и ряд других более или менее населённых мест. Удобным центром провинции был признан Егошихинский завод, так как он находился на берегу судоходной Камы и почти на равном расстоянии между Казанью и Тобольском — тогдашними главными административными центрами. Предложения князя Мещерского были одобрены императрицей.
Екатерина II согласилась и с представлением Кашкина касательно основания нового города при Егошихинском заводе, однако выбор места фактически был сделан князем Мещерским — Кашкин лишь одобрил его мнение.
К осени 1780 года Кашкин объездил всю Пермскую провинцию и 14 октября прибыл в Тобольск.
По предложению Кашкина, 26 ноября 1780 года последовал указ о приобретении в казну от графов А. Р. Воронцова и С. Р. Воронцова принадлежащего им Ягошихинского завода и об устройстве из существующего при нём поселения губернского города Перми.
Весной 1781 года Кашкин вернулся в Петербург, а осенью вновь отбыл на Урал. 18 октября 1781 года состоялось торжественное открытие города Перми и Пермского наместничества. Тобольское наместничество было открыто 30 августа 1782 года.
Кашкин руководил строительством и благоустройством Перми — по специально составленному плану застройки возводились административные здания. При нём было переведено в Пермь духовное управление из Кунгура, а Петропавловская церковь в 1780 году была переименована в собор. В конце 1783 года Кашкин инициировал возведение второй церкви в городе. По инициативе Кашкина (1781) в Пермь был переведён Спасо-Преображенский монастырь из села Пыскор, давший начало возведению в Перми Спасо-Преображенского собора. Кашкин основал главное народное училище в Перми, открытое 22 сентября 1786 года и преобразованное впоследствии в мужскую гимназию. Также содействовал открытию в городе богадельни.
Эти отдалённые, обширные и малонаселённые территории требовали пристального внимания со стороны высших представителей власти. Как первый генерал-губернатор этого края, Кашкин должен был организовать деятельность новых правительственных учреждений. Его специальному попечению был поручен горный промысел. Здесь особенно важно было добиться неукоснительного соблюдения правил, выработанных для управления казёнными заводами, также необходимо было разрешать часто возникающие споры между казной и частными лицами о праве собственности на некоторые рудники. Вследствие специфических местных условий для наместничества штаты и весь аппарат управления несколько отличались от общих губернских штатов. Пермский историк А. А. Дмитриев так охарактеризовал Кашкина:

Это был не только выдающийся администратор своего времени, взысканный особенным доверием императрицы Екатерины II и облечённый большими полномочиями, но и один из гуманнейших людей, обладавших редкой широтой взгляда и преданностью делу, за которое он всегда принимался с воодушевлением.
Кашкин деятельно занимался развитием местного управления в своём наместничестве — он лично посетил большинство городов и открыл там новые присутственные места. Чтобы избежать перебоев в обеспечении хлебом, он получил утверждение на поданную Екатерине II записку об устройстве запасных хлебных складов. Богатством Урала была соль, поэтому заботой Кашкина было развитие её добычи и вывоза, о чём им была составлена пространная записка. Однако его преемником было сделано представление о разных неудобствах, связанных с осуществлением его планов и они не были реализованы. Под контролем Кашкина в Пермском наместничестве проводилось деление на волости. Сохранились свидетельства о его весьма гуманном отношении к раскольникам. Должность пермского и тобольского генерал-губернатора Кашкин исполнял до 1 марта 1788 года. Его деятельность была отмечена в 1782 году орденом Св. Александра Невского, а в 1784 году — орденом Святого Равноапостольского князя Владимира первой степени.

### Генерал-губернатор ярославский и вологодский
Летом 1788 года Кашкин находился в Москве в первом за всю службу отпуске (не считая отдыха после ранения), когда стало известно о смерти генерал-губернатора ярославского и вологодского А. П. Мельгунова. В этом крае Кашкины владели родовыми имениями, и именно сюда он стремился переехать. Указом императрицы он был назначен правящим должность генерал-губернатора в Ярославль. В этой должности он оставался пять лет. В 1790 году Кашкин был произведён в генерал-аншефы.
В 1793 году был назначен генерал-губернатором тульским и калужским, но здоровье его к тому времени окончательно пошатнулось. Ему была сделана операция, но она не помогла. 7 октября 1796 года Евгений Петрович Кашкин скончался в Петербурге. Был похоронен на Лазаревском кладбище в Александро-Невской Лавре.
После его смерти семья оказалась в затруднительном положении. Вдове Екатерине Ивановне пришлось быть ответственной за долг в 14 тысяч рублей, накопившийся после замужества трёх дочерей. Дважды оказывал поддержку Павел I — в 1797 году, пожаловав вдове имение в Ярославской губернии, и в 1800 году, выкупив в казну имение в Выборгской губернии.

## Семья
С февраля 1766 года Кашкин был женат на Екатерине Ивановне Сафоновой (1745—1803), которая, овдовев, получила от императора Павла I 21 ноября 1796 года Сердобольское имение в Выборгской губернии в собственность «в уважение за долговременную и усердную службу её мужа». У Кашкиных было 2 сына и 9 дочерей:
- Авдотья (1766—1843), замужем с 1791 года за статским советником Лукьяном Ивановичем Боборыкиным; их сын генерал-майор Н. Л. Боборыкин.
- Ефимия (1767—1847), замужем за В. И. Шубиным (1750—1812).
- Николай (1768—1827), тайный советник, был женат с 1795 года на Анне Гавриловне Бахметевой (1777—1825); их сын декабрист С. Н. Кашкин.
- Дмитрий (1771—1843), генерал-майор, был женат на Елизавете Ивановне Воейковой (ум.1827).
- Александра (1773—1847), фрейлина, замужем не была.
- Анна (1778—1810), была замужем с 1794 года за князем Петром Николаевичем Оболенским; их сын декабрист Е. П. Оболенский.
- Мария (1779—1825), фрейлина, была замужем с 1800 года за тайным советником Н. М. Карадыкиным (1744—1804).
- Екатерина (умерла 21.04.1781 г., в возрасте 1 года)
- Варвара (1784—1839)
- Елизавета (1786—1834)
- Татьяна (1787—1857), была замужем с 1826 года за М. Л. Ртищевым (ум.1831).

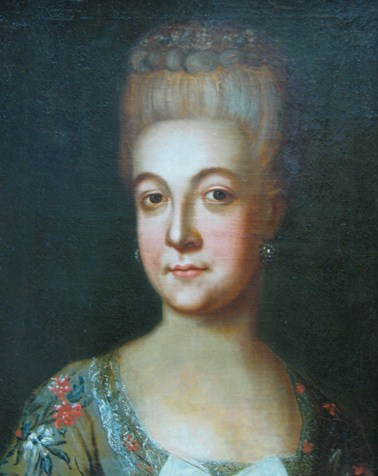
Екатерина Ивановна, жена
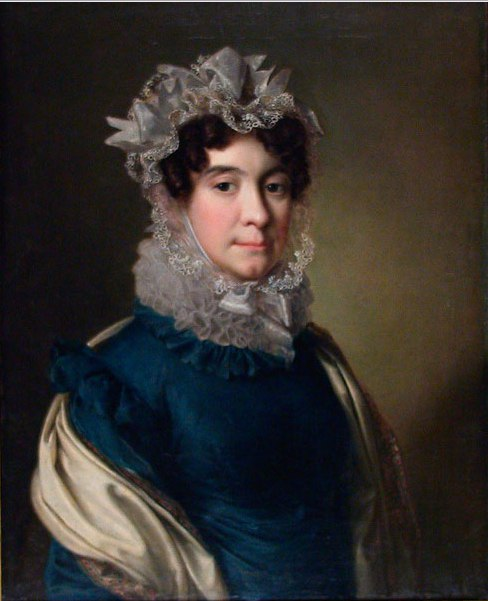
Анна Гавриловна, невестка
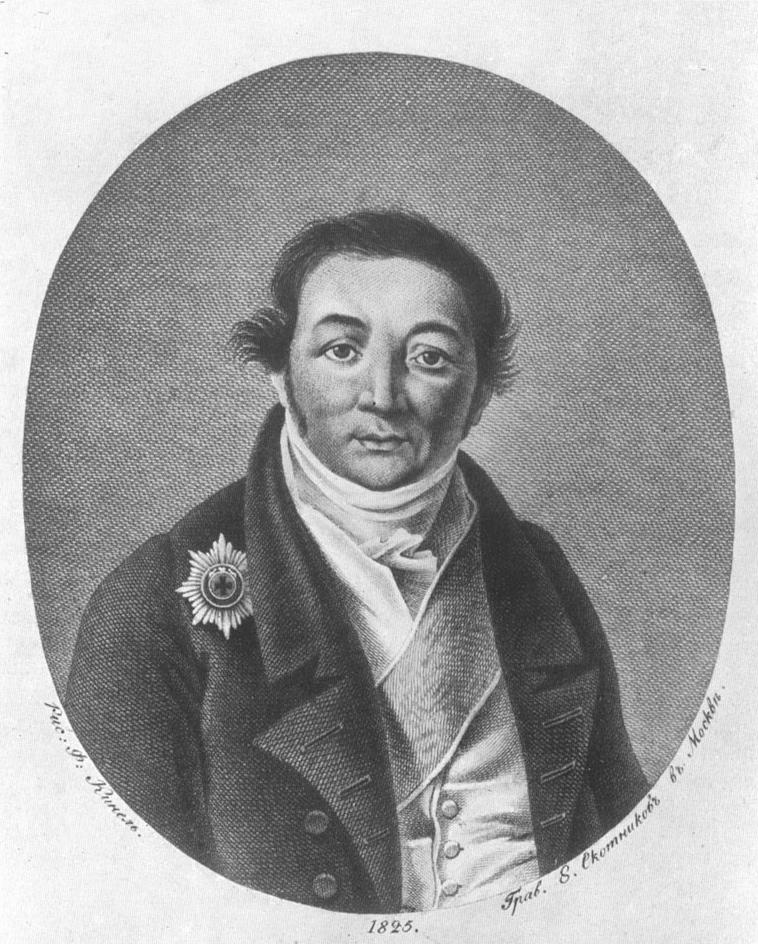
Дмитрий Евгеньевич, сын
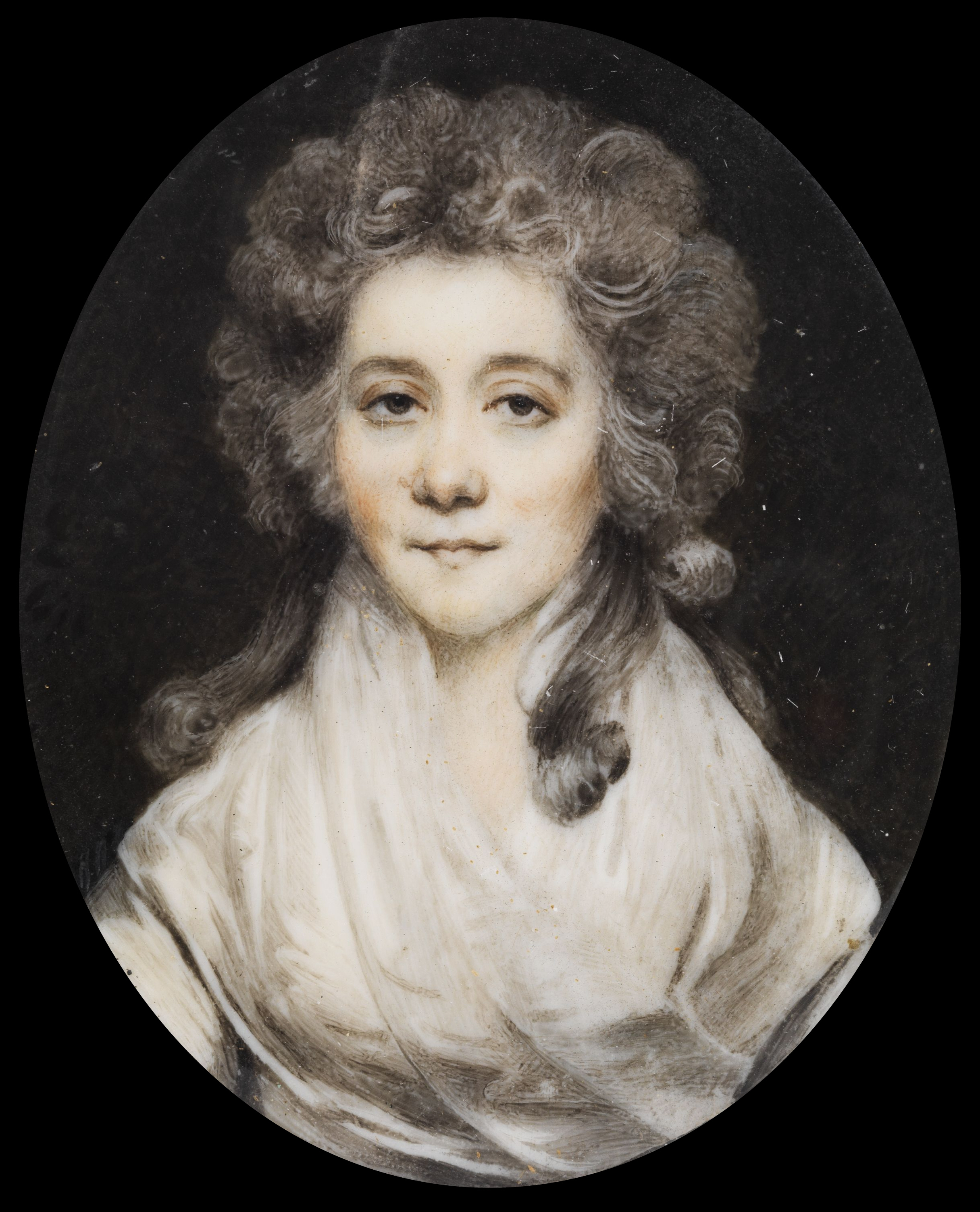
Анна Евгеньевна, дочь
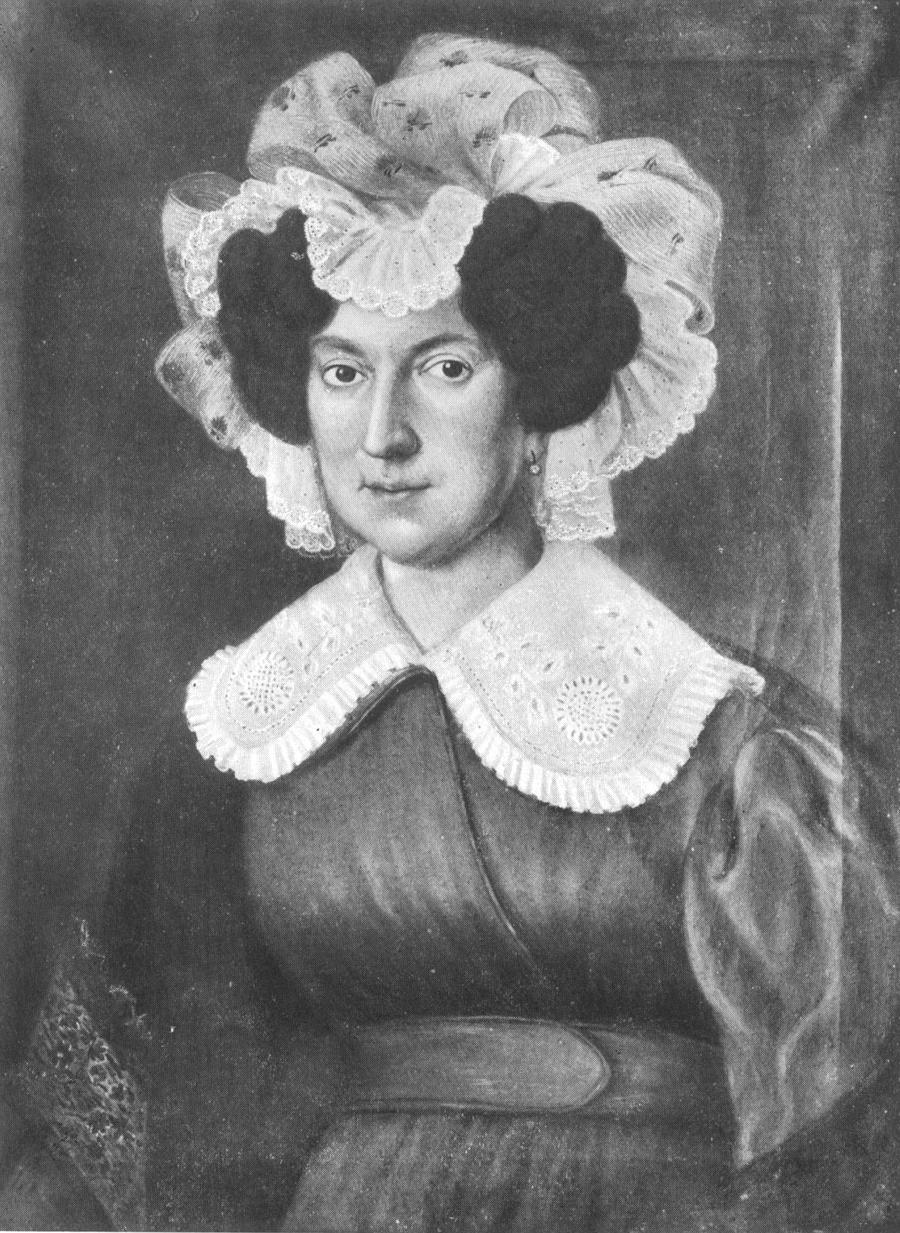
Татьяна Евгеньевна, дочь